# جواب صغير
جواب صغير أو الجوّاب الأصغر (الإسم العلمي:Geococcyx velox)، هو نوع من الطيور يتبع جنس الجوّاب ضمن فصيلة طيور الوقواق. تتواجد في مناطق جنوب قارة أمريكا الشمالية، وحجمه أصغر من الجوّاب الكبير.